# Feministiskt initiativ
Feministiskt initiativ (F!) (Nederlands: Feministisch initiatief), is een Zweedse feministisch politieke partij, opgericht in april 2005. In haar platformtekst zegt de partij te strijden voor de afschaffing van de patriarchale machtsverhoudingen en de systematische onderdrukking van vrouwen.
Fi wordt voor de eerste keer voorgesteld op een persconferentie in Stockholm op 4 april 2005 door de bestuursleden Gudrun Schyman, Tiina Rosenberg, Sofia Karlsson, Monica Amante en Susanne Linde. De partij wordt tussen oprichting en de verkiezingen geplaagd door interne conflicten en negatieve media-aandacht, wat onder andere leidt tot het vertrek van Tiina Rosenberg uit het bestuur.
Bij de parlementsverkiezingen van september 2006 haalde de partij slechts 0,7% van de stemmen en bleef ver onder de kiesdrempel van 4 procent. Bij de parlementsverkiezingen op 14 september 2014 boekte de partij een lichte winst en kwam op 3,1%, maar haalde opnieuw de kiesdrempel niet. Het verkiezingsprogramma bevat onder andere:
- gelijke lonen voor gelijk werk
- antidiscriminatiemaatregelen
- individueel zwangerschapsverlof (dat wil zeggen individueel voor beide ouders.

Op 9 september 2018 kwam F! bij de parlementsverkiezingen niet verder dan 0,4% van de stemmen, gelijk aan het resultaat van 2010. Volgens analisten is het feminisme voor de meeste (vrouwelijke) kiezers blijkbaar nooit een serieus thema geweest, aangezien de partij landelijk nog nooit de kiesdrempel heeft gehaald.
Bij de Europese Parlementsverkiezingen 2009 haalde de partij 2,2% van de stemmen, fors onder de kiesdrempel van 4%, maar in mei 2014 kwam ze op 5,3% en met 1 zetel alsnog in het Europees Parlement